# Karin Lübben
Karin Lübben (* in Jena als Karin Kratzsch) ist eine deutsche Schauspielerin und Theaterpädagogin sowie die Gründerin und Leiterin des „Marionetten- und Figuren-Theaters Seidenfädchen“.

## Leben
Karin Lübben wurde in Jena geboren. Sie machte eine Ausbildung als Schauspielerin in der Max-Reinhardt-Schule des Landes Berlin und fand Bühnen-Engagements u. a. im Landestheater Niederbayern, Contra-Kreis-Theater, Grenzlandtheater Aachen, Pfalztheater, Grillo-Theater und Theater Bielefeld.
Sie wirkte bei Konzerten als Sprecherin mit, beispielsweise 1990 im Folkwang Museum Essen zu der von den Solisten der Philharmonia Hungarica unter der Leitung von Helmut Imig gespielten Musik von Tibor Harsanyi zum Märchen „Das tapfere Schneiderlein“ der Brüder Grimm.
1986 gründete Karin Lübben als Figurenbauerin, Schauspielerin, Dramaturgin und Regisseurin das „Marionetten- und Figuren-Theater ‚Seidenfädchen‘“ in Essen/Ruhr. Seine Anfänge nahm das Theater in einem Souterrain an der Essener Rüttenscheider Straße (RÜ). 1991 fand es auf dem Umweg über das Essener Programmkino „Broadway“ zunächst im Kinder- und Jugendzentrum Essen-Rüttenscheid und – aufbauend auf projektbezogener Zusammenarbeit u. a. bei der durch eine Zuwendung der Allbau-Stiftung Essen geförderten Produktion eines Mitmach-Musik-Theaterstücks – ab 1997 beim Satiricon Theater im Girardet Haus Raum gefunden. Ab Herbst 2004 gastierte das Seidenfädchen auch beim neu eröffneten Theater „Katakomben“ im Girardet Haus.
Seit 1999 ist Lübbens Theater in der Bundesstadt Bonn beheimatet, wobei sie u. a. zu Gast im Haus der Familie, im Museum Koenig und im Haus an der Redoute auftrat. Seit 2000 wird Lübben dabei vor und hinter der Bühne von Francesca Ferretti Bernecker unterstützt.
Das Seidenfädchen hat Gastspiele aus besonderen Anlässen, beispielsweise durch Beteiligung an Veranstaltungsprojekten und Festivals, bisher u. a. in Berlin, Bochum, Osnabrück, Paderborn und Recklinghausen durchgeführt.
Lübben inszeniert überwiegend eigens nach Texten der Kinder- und Jugendliteratur erarbeitete Stücke, wie „Die Schneekönigin“, „Peterchens Mondfahrt“, „Das tapfere Schneiderlein“, „Der Zwerg Nase“, „Das Gespenst von Canterville“ und die Komödie „Strieses Welttheater“, Lübbens Marionetten-Adaption des bekannten Bühnenschwanks „Der Raub der Sabinerinnen“. Bei Bühnenbildern für Seidenfädchen-Produktionen haben neben Karin Lübben Künstlerinnen wie Gretchen Grannemann (beispielsweise zu „Die Schneekönigin“ und „Strieses Weltthater“) und Hanne-Martje Münther (zu „Die Biene Maja“) mitgewirkt. In Zusammenarbeit mit Design-Studenten der Fachhochschule Dortmund wurde das Stück „Die kleinen Leute von Swabedoo“ erarbeitet. Lübben hat Masken, Großfiguren und teilweise auch Handpuppen neben den Marionetten in den Stücken „Pu der Bär“, „Das kleine Ich bin ich“ und „Die Biene Maja“ eingesetzt.

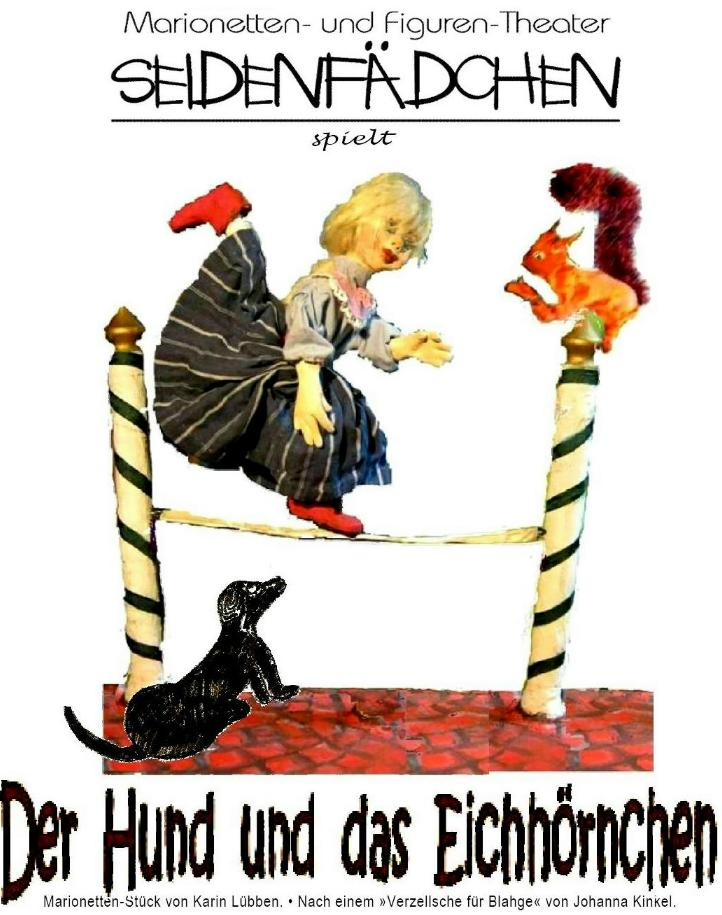
„Der Hund und das Eichhörnchen“ – Marionettenstück von Karin Lübben nach dem „Verzellsche für Blahge: Dä Hond on dat Eechhohn“ von Johanna Kinkel.

Zu den Bonner Neuproduktionen zählen „Des Kaisers neue Kleider“, „Das Schneemädchen“, „Der Bart vom Nikolaus“, „Frau Holle“, „Die Nachtigall“ und 2016 „Der Froschkönig“.
Für das Zoologische Forschungsmuseum Alexander Koenig produzierte sie die Marionetten- und Figuren-Stücke „Eine Maus will hoch hinaus“, „Setz dich nicht in das Ameisennest!“ und 2010 aus Anlass des 200. Geburtstags von Johanna Kinkel nach deren „Verzellsche für Blahge: ‚Dä Hond on dat Eechhohn‘“ das im Bonner Ernst-Moritz-Arndt-Haus uraufgeführte Stück „Der Hund und das Eichhörnchen“.
Als Theaterpädagogin und Regisseurin erarbeitete Lübben u. a. in Bonn am Clara-Fey-Gymnasium jahrgangsübergreifend mit den Schülerinnen Inszenierungen nach Texten von Michael Ende („Das Gauklermärchen“), Molière („Die gelehrten Frauen“), Cornelia Funke („Die Wilden Hühner und das Glück der Erde“), Raymond Queneau („Autobus S“), Dario Fo („Anstreicher sind vergesslich“) und Aristophanes („Die Vögel“); diese Arbeit wurde mehrmals in Wettbewerben und Festivals prämiert.
Karin Lübben ist mit dem Autor Gerd Hergen Lübben verheiratet; sie haben zwei gemeinsame Söhne; Jörn Felix Lübben (* 1966) ist Hochschullehrer und Tobias Lübben (* 1973) ist Journalist.